# Listă de filme refăcute
Aceasta este o listă de filme refăcute. Din cauza dimensiunilor mari ale paginii, ea a fost separată în două secțiuni:

- Listă de filme refăcute A-M
- Listă de filme refăcute N-Z

## Vezi și
- Remake